# DJ Twister
DJ Twister, właściwie Grzegorz Czerkasow (ur. 10 października 1978 w Szczecinie) – polski DJ i producent muzyczny. Grzegorz Czerkasow znany jest przede wszystkim z występów w grupie muzycznej Snuz, której był członkiem w latach 1994–2000. W latach późniejszych prowadził solową działalność artystyczną. Współtworzył także duet Tłuste Koty wraz z Jackiem „Rymkiem” Markiewiczem. Od 2017 roku członek zespołu „Tragarze”.
Współpracował ponadto z takimi wykonawcami jak: Noon, Eldo, Łona, DonGURALesko, Flexxip, Ten Typ Mes, 834, Metro, Sobota, Emrat/Expe oraz Jesz & MOFW.

## Dyskografia
Albumy
| Tytuł                                                 | Dane dot. albumu                                     |
| ----------------------------------------------------- | ---------------------------------------------------- |
| Turbulencja 1 (mixtape)                               | - Data: 2000 - Wydawca: Essa Sound                   |
| Rotacja Kontrolowana (mixtape)                        | - Data: 18 grudnia 2001 - Wydawca: wydanie własne    |
| Stereomania (mixtape)                                 | - Data: 2001 - Wydawca: wydanie własne               |
| Dj Twister On The Breaks - The B-Boy Sounds (mixtape) | - Data: 26 czerwca 2004 - Wydawca: wydanie własne    |
| It's About The Party (mixtape)                        | - Data: 2005 - Wydawca: wydanie własne               |
| Bangers On The Breaks                                 | - Data: 2008 - Wydawca: Bangers On The Breaks Poland |
| Bangers On The Breaks Vol. 2                          | - Data: 2009 - Wydawca: Bangers On The Breaks Poland |
| Bangers On The Breaks Vol. 3                          | - Data: 2010 - Wydawca: Bangers On The Breaks Poland |

Single
| Tytuł                                                  | Rok  | Pozycja na liście |
| Tytuł                                                  | Rok  | SLiP              |
| ------------------------------------------------------ | ---- | ----------------- |
| "Vision" (oraz Noon)                                   | 2002 | 5                 |
| DJ Decks - "Zła dziewczyna" gościnnie: Aha, DJ Twister | 2003 | 2                 |
| "Gramofomanka"                                         | 2005 | 33                |

Występy gościnne
| Album                                            | Rok  | Utwór | Źródło |
| ------------------------------------------------ | ---- | --- | ------ |
| Eldo - Opowieść o tym, co tu dzieje się naprawdę | 2001 | "Te słowa" gościnnie: DJ Twister | [ 7 ]  |
| DizkretPraktik - IQ                              | 2002 | "To jest coś..." gościnnie: DJ Twister                                                                                                  | [ 8 ]  |
| DonGURALesko - Opowieści z betonowego lasu       | 2002 | "Ja a arena świata" gościnnie: DJ Twister                                                                                               | [ 9 ]  |
| Flexxip - Ten Typ Mes i Emil Blef - Fach         | 2003 | "Acha" gościnnie: DJ Twister | [ 10 ] |
| Ten Typ Mes - Alkopoligamia: zapiski typa        | 2005 | "T-Y-P (definicja)" gościnnie: DJ Twister                                                                                               | [ 11 ] |
| 834 - Where Have You Been?                       | 2005 | "Witaj w Polsce" gościnnie: DJ Twister                                                                                                  | [ 12 ] |
| Metro - Hands In Motion                          | 2008 | "Double Agent" gościnnie: Abstract Rude, DJ Twister)                                                                                    | [ 13 ] |
| Sobota - Urodzony by przegrać, żyje by wygrać    | 2009 | "Szczecin dawaj na majka" gościnnie: PMM, DJ Twister i inni                                                                             | [ 14 ] |
| Emrat/Expe - Życia sens Vol.1                    | 2010 | "69 Krecha Seta" gościnnie: Big Up Crew, DJ Twister                                                                                     | [ 15 ] |
| Jesz & MOFW - Sprawdź ePkę                       | 2011 | "Taki jak inni" gościnnie: Raca, DJ Twister "Jeden punkt" gościnnie: DJ Twister "Inteligentna kurwa" gościnnie: Łona, Rymek, DJ Twister | [ 16 ] |
| Kaiteu / Bedi - Jak nas pozmieniało              | 2013 | "Nie ma czego szukać" gościnnie: DJ Twister                                                                                             | [ 17 ] |
| Michał Kisiel - Pismo święte                     | 2013 | "Do przodu powoli pomału" gościnnie: DJ Twister                                                                                         | [ 18 ] |

## Filmografia
- "Kozackie klimaty" (2005, realizacja: ZKF Skandal)[19][20]